# Papiersorte
Es gibt rund 3000 Papiersorten, die nach unterschiedlichen Gesichtspunkten in Gruppen zusammengefasst werden können.

## Wandel der Papiersorten
Der Papierhistoriker Wolfgang Schlieder hat mehrfach in Veröffentlichungen darauf aufmerksam gemacht, dass neue Papiersorten ein Reflex auf sich wandelnde gesellschaftliche Bedürfnisse sind. Der Werkstoff Papier vermag sich sehr rasch veränderten Situationen anzupassen.

## Einteilung nach Nutzungsgesichtspunkten
Es bestehen vier Großgruppen nach der praktischen Nutzbarkeit hergestellter Papier: grafische Papiere (Papiere zum Beschreiben, Bedrucken und Kopieren), Papier und Karton für Verpackungszwecke (z. B. Geschenkpapier), Hygienepapiere (Tissue-Papiere) sowie technische Papiere und Spezialpapiere.

## Einteilung nach Faserrohstoffen
Nach der Stoffzusammensetzung gibt es vier Hauptgruppen: reine Hadernpapiere, hadernhaltige Papiere, reine Zellstoffpapiere und holzstoffhaltige Papiere. Die Hadernanteile sind gebleichte Baumwoll- oder Leinenfasern, seltener Jute- und Hanffaserrohstoffe.

## Bezeichnungen von Papiersorten
Papiersorten werden nach unterschiedlichen Kriterien bezeichnet. Namensgebend sind insbesondere Ausgangsmaterialien (z. B. Zellstoffpapier, synthetisches Papier), Herstellungsmethoden (z. B. Natronpapier, handgeschöpftes Papier), besondere Eigenschaften (z. B. Bunt-, Velours-, Krepppapier) und Verwendungszwecke (z. B. Dickdruck-, Werkdruck-, Bibeldruckpapier), gelegentlich auch ein Herkunftsgebiet (z. B. Japanpapier, Manilapapier). Die Bezeichnungen können sich auf eine grobe Einteilung beziehen (Oberbegriffe) oder das Material mehr oder weniger genau kennzeichnen (Sorten und Untersorten). Durchschreibepapier ist ein Beispiel für einen Oberbegriff, da es verschiedene Sorten von Durchschreibepapier gibt.
Gleiche Papierarten können verschieden benannt sein, zum Beispiel je nach Gebrauchszweck. Häufig sind für dieselben Papiere im Handel verschiedene Sortenbezeichnungen üblich. Mitunter sind Namen von Hausmarken eines Papierhändlers allgemein gebräuchlich. Eine Bezeichnung ist gegebenenfalls aber nur im Begriffsraum des Namensverwenders, also des Herstellers, Händlers oder Nutzers eindeutig.
Bedruckte Papierblätter wie liniertes oder kariertes Papier oder Notenpapier (Papier mit aufgedruckten Notenlinien, nicht zu verwechseln mit Notendruckpapier) sind keine Papiersorten und keine Spezialpapiere im Sinne der Papierherstellung. Es sind Papierprodukte auf der Grundlage von üblichen grafischen Papieren.

## Liste von Papierarten und -sorten

### A
- Abhäsivpapier besitzt durch Imprägnieren bzw. Beschichten mit Silikonen, Ölen, Fetten, Wachs abweisende Eigenschaften.
- Aburatorigami ist ein spezielles, sehr dünnes Japanpapier, das eine große Saugwirkung aufweist und in der Kosmetik verwendet wird.
- Affichenpapier: Papiersorten für großformatige Plakate, holzfrei und stark geleimt, mit blaugrauer Rückseite, witterungsbeständig.
- Albuminpapier zählte bis 1900 zu den beliebtesten Kopierpapieren.
- Alfapapier: mittelweiches, hochvolumiges (meist 1,5- bis 2-fach auftragend) holzfreies Papier für umfangschwache Druckwerke überwiegend aus Halfagras, es gehört zu den Dickdruckpapieren.
- Altpapiere sind die zur Weiterverarbeitung in die Papierfabrik zurückgeführten Papierabfälle aus Produktion, Verarbeitung, Handel, Haushalt. Es ist Sammelbegriff für verschiedene Zustandsformen von Papier, wie bedrucktes Papier, Randbeschnitte, Gautschbruch.
- Amatl: antikes südamerikanisches Papier, Amatlpapier wurde in großem Maßstab während des aztekischen Dreibundes produziert.
- AP-Papiere sind Papiersorten, die überwiegend aus Altpapier (= AP) hergestellt wurden.
- APCO II/II: Von der Papierfabrik Scheufelen für Prüfzwecke gemäß DIN 16519 T2 entwickeltes Kunstdruckpapier ohne Holzschliff und Weißmacher; Referenzpapier für verschiedene Standards. Zur Prüfung von Offsetdruckfarben auf Konformität zur ISO 2846-1 muss ein genau definiertes Referenzpapier verwendet werden.
- Aquarellpapier ist ein Papier für die Verwendung in der Aquarellmalerei. Es ist speziell geleimt, auftragend, saugfähig und verzugsarm. Das Papier kann auch für andere Zeichentechniken verwendet werden. Die Grammatur von Aquarellpapieren liegt zwischen 120 g/m² bis zu 850 g/m², für Aquarellkarton ab ca. 150 g/m².
- Asbestpapier wird aus faserigem Asbest in der gleichen Weise hergestellt wie gewöhnliches Papier aus Cellulose. Es wurde als Dichtungsmaterial in älteren Elektrogeräten oder Motoren und auch in Brandschutzanwendungen verwendet.
- Auskopierpapier wurde in der historischen Fotografie verwendet.
- Ausstattungspapier wird zur Verzierung oder optischen Verschönerung von Druck- und Buchbindereierzeugnissen benutzt.

### B
- Backpapier ist ein hitzebeständiges Papier, das als Unterlage für Backwaren während des Backvorgangs dient. Das Papier verhindert, dass der Teig auf dem Backblech klebt.
- Bananenpapier ist ein Ökopapier, das vor allem in Entwicklungsländern noch in reiner Handarbeit hergestellt wird; vor allem für Bastler und Künstler.
- Banknotenpapier ist hochwertig, dauerhaft und mechanisch stark belastbar. Es besitzt Wasserzeichen und Melierfasern und enthält meist einen hohen Anteil an Baumwollfasern, oft werden Hadern oder andere seltene Faserarten zugesetzt. Für Geldscheine spielen die Griff- und Dauergebrauchseigenschaften ebenso wie die Fälschungssicherheit eine wesentliche Rolle.
- Baryt-Papier: wird als Fotopapier genutzt und besitzt einen hohen Anteil Baryt in der Masse, durch dieses Weißpigment wird der Hintergrund von Schwarz-Weiß-Fotos verbessert und das Bild kontrastreicher
- Bibeldruckpapier ist ein sehr dünnes Papier mit geringer Grammatur, zwischen 25 und 60 g/m², und hoher Opazität für umfangreiche Werke. Es ist für die Schwere mineralisch gefüllt und hat deshalb einen hohen Ascheanteil. Neutral wird es Dünndruckpapier genannt.
- Bilderdruckpapier ist durch einen pastösen Aufstrich geglättetes, also geschlossenes Papier (coated paper). Der Strich aus Stärke, Mineralstreichpigmenten und Kunstharzstreichpigmenten kann bis 20 g/m² beidseitig betragen.
- Birkenrinde-Papier wurde von den Wikingern und nordamerikanischen Indianerstämmen sowie auch in späterer Zeit zum Schreiben verwendet.
- Blaupapier bezeichnet blaues Packpapier zum Bücher-Schoneinbinden, anderseits aber auch dick farbtragendes Papier (oder Folie) zum Transfer (meist) mit andrückender Handschrift.
- Bombyzinpapier wurde früher nach Mitteleuropa importiert.
- Briefpapier ist der Oberbegriff für alle Postpapiere.
- Briefmarkenpapier ist ein speziell für den Druck von Briefmarken hergestelltes Papier.
- Bücherpapier ist allgemein für den Druck von Büchern vorgesehenes Papier. Es ist halb- bis vollgeleimtes, meist tintenfestes und radierfähiges Papier aus hochwertigen Faserstoffen mit guter mechanischer Belastbarkeit.
- Buntpapier ist eine spezielle Bezeichnung für vollfarbige, oberflächengefärbte Papiere. Es können lackierte, gemusterte, velourierte, bronzierte oder marmorierte Papiere für Dekorations- und Ausstattungszwecke sein. Eventuell auch dünn und gummiert, eine spezielle Variante ist das Modeldruckpapier, dazu zählt das Rizzi-Papier.
- Büttenpapier ist aus der Bütte von Hand geschöpftes oder auf der Rundsiebmaschine hergestelltes Papier. Die Wasserzeichen sind nur als „Anlagerungswasserzeichen“ oder unechte Wasserzeichen möglich.
- Butterbrotpapier oder Pergamentersatz ist ein weiß-transparentes und dünnes und lebensmittelechtes Papier. Es dient üblicherweise zum Transport von eingewickelten Speisen, wie Butterbroten.

### C
- Chinapapier ist ein besonders weiches, saugfähiges, meist leicht gelbliches Papier. Es wird hauptsächlich für Kupferstiche oder Radierungen verwendet.
- Chinesisches Reispapier ist ein blattartiges „Papier“-Material aus dem gepressten und getrockneten, dünn geschnittenem Mark von Reispapierbäumen; Reispapierbaum (Tetrapanax papyrifer (Hook.) K.Koch) und der Tibetanische Reispapierbaum (Merrilliopanax alpinus (C. B. Clarke) C. B. Shang).
- Chromopapier ist ein mehrschichtiges, holzhaltiges oder holzfreies, holzstoffhaltiges Papier oder Karton, ist einseitig gestrichen, es wird ein wasserfester Strich verwendet, der entsprechend den speziellen Anforderungen an das Endprodukt (wie gute Eignung für den Offsetdruck, Präge-, Nut-, Stanz- und Lackierfähigkeit) oder für Lithografien (Steindruck) zusammengesetzt ist. Es wird häufig für Etiketten, Einwickelpapier verwendet. Es ist matt bis glänzend und ist lackier-, bronzier-, kaschierbar auch nass- und laugenfest.

### D
- Daunendruckpapier ist ein hochvolumiges und stark auftragendes Papier, es ist ein Dickdruckpapier.
- Dekalkierpapier ist ein dünnes und festes Papier zur Herstellung von Abziehbildern auf Porzellan u. a. Materialien. Auf der Rückseite wird das Papier mit Kopallack überzogen.
- Dickdruckpapier ist sehr hochvolumiges Papier aus speziellen Fasern und mit sehr langfasriger, grober Mahlung.
- Dokumentenpapier ist ein holzstofffreies Papier mit hoher Alterungsbeständigkeit, das teilweise mit Zusatz von Hadern hergestellt wird.[7]
- Doppelwachspapier
- Druckpapier ist der Oberbegriff für alle bedruckbaren ungestrichenen oder gestrichenen Papiere, die bereits bei der Herstellung auf die verschiedenen Druckverfahren eingestellt werden.
- Duplexpapier ist ein zweiseitig gearbeitetes Papier mit verschiedenfarbiger oder verschieden reaktiver Vorder- und Rückseite. Seine Spezialeinsatzgebiete sind Duplexkarton und „Duo-Ton-Papier“.
- Durchschreibepapier (auch bezeichnet als Durchschlagpapier oder Durchdruckpapier) ist ein sehr dünnes (30–40 g/m²) aber maschinenglattes, meist holzfreies und gut geleimtes Schreibmaschinenpapier. Die Bezeichnung „Durchschreibpapier“ wird auch für Kohlepapier (mit starker Farbbeschichtung zum Transfer durch Handschrift, Maschinenschrift oder Anschlagdrucker) oder zunehmend auch für Selbstdurchschreibepapier (dünnes Durchschreibpapier, je nach Verfahren und Position im Schreibstapel ein- oder zweiseitig fast unsichtbar beschichtet mit mikroverkapselten Reagenzien zur Farbausbildung durch Zerdrücken) verwendet. Formular(sätz)e können auch stellenweise auf der Papierrückseite durch eine dunkle Farbschicht durchschreibend ausgerüstet sein.

### E
- Eispapier, auch Eiskarton oder Alabasterpapier genannt ist eine für Visitenkarten verwendete Papiersorte. Durch Auftragen einer dünnen Schicht Bleiacetats in wässriger Lösung wird ein kristallener Überzug erreicht, der den Eisblumeneffekt bildet.
- Elefantenhaut ist ein Markenname mit charakteristischer Struktur.
- Elektroisolierpapier ist ein Spezialpapier, das als Isolierstoff an Leitdrähten oder in elektronischen Bauteilen, vor allem Kondensatoren eingesetzt wird.
- Elfenbeinpapier wird an Stelle von Platten aus Elfenbein zur Miniaturmalerei benutzt.
- Elfenbeinkarton ist ein stark satinierter, knickharter Karton für Gruß- und Visitenkarten mit einer Grammatur von 240 bis 320 g/m². Die Färbung ist meist leicht nach Gelb oder Grau.
- Endlosdruckpapier: holzfreies bis leicht holzhaltiges ungestrichenes Rollenpapier für EDV-Drucke (DIN 672).
- Etikettenpapier ist Papier, das zur Herstellung von Etiketten benutzt wird. Es ist gut geleimt oder einseitig foliert. Für die Benutzung ist es alkalifest und farbstabil im alkalischen pH-Bereich.

### F
- Fabrianopapier wird aus Baumwolle hergestellt und für Aquarellmalerei verwendet.
- Feinpapiere sind alle nach DIN holzfreien und hadernhaltigen Papiere.
- Filterpapier ist ein Spezialpapier, es besteht praktisch aus reiner Cellulose, es kann auch mit versch. Zusätzen Ausgerüstet oder speziell behandelt werden (Achefreies Papier). Es wird z. B. für Ölfilter, Luftfilter, Kaffeefilter, -Pads, Teefilter und für medizinische Zwecke und in Laboren verwendet.
- Filzpapier ist speziell zum Einlegen weicher Arbeiten etwa in Brieftaschen geeignetes Papier oder zu Holzfilz-Bierdeckeln (Siehe Erfinder Robert Sputh)
- Flockpapier: siehe Velourspapier
- Florpapier: siehe Velourspapier
- Florpost (Florpostpapier): ein dünnes, durchscheinendes Papier
- Fotopapier ist – klassisch – vollgeleimter Karton mit Stärke- oder Barytstrich, häufig mit Sperrschichten aus Polyethylen, beschichtet mit einer Gelatine-Fotoemulsion zur Herstellung von Abzügen oder Vergrößerungen durch Belichtung. Anders geartetes Fotopapier ist für digitales Bedrucken nicht lichtempfindlich ausgestattet, kann jedoch eine Gelatineschicht zur Aufnahme von Drucker-Tinte haben.

### G
- Gestrichenes Papier ist jedes oberflächenbehandelte Papier, das ein- oder beidseitig mit einer Streichmasse von wenigstens 5 g/m² beschichtet, also gestrichen wurde. Die Streichmasse kann pigmentiert und kunststoffhaltig sein.
- Geripptes Papier oder Vergé-Papier ist ein Papier das feine Rippen aufweist. Diese werden auch als lineare Wasserzeichen oder als Wasserlinien und Stege bezeichnet.
- Glasfaserpapier: Papier mit eingearbeiteten Glasfasern, welche die Dimensionsstabilität und Alterungsbeständigkeit erhöhen.
- Gummierte Papiere sind Papiere mit einer klebenden Schicht aus synthetischem Klebstoff oder Gummiarabikum. Typisches Beispiel sind Briefmarken.

### H
- Hadernhaltiges Papier besitzt mindestens 10 % Anteil aus Lumpen oder Baumwoll-, Hanf-, Flachsfaser. Es wird in erster Linie für Banknoten und Dokumente verwendet.
- Halbzellstoffpapier ist ein besonders steifes Papier mit mindestens 65 % Halbzellstoff-Anteil an der gesamten Faserstoffmasse. Es wird für die Wellenbahnen in Wellpappe verwendet, sofern diese nicht aus recyceltem Altpapier hergestellt werden.
- Hanfpapiere: so werden Papiersorten bezeichnet, die ausschließlich oder zu einem großen Anteil aus Zellstoff bestehen, der aus den Fasern des Nutzhanfs gewonnen wird.
- Hartpapier ist ein Faserverbundwerkstoff aus Papier und einem Phenol-Formaldehyd-Kunstharz (Phenoplast).
- Hartpost-, auch Bankpostpapier, ist ein hochwertiges, holzfreies, Schreibpapier, klanghart gearbeitet, mit gleichmäßiger Durchsicht, oft mit Wasserzeichen. Es enthält auch Hadern, meist vollgeleimt und radierfest.
- Hochglanzpapier ist ein einseitig gussgestrichenes, aber nicht kalandriertes Papier.
- Holzfreies Papier ist eine ungenaue, nicht DIN-gerechte Bezeichnung für holzstofffreies Papier. Es sollte höchstens 5 % Gewichtsanteil an verholzten Fasern enthalten.
- Holzhaltiges Papier: eine übliche, aber ungenaue Bezeichnung für holzstoffhaltiges Papier. Die Bezeichnung wird für Papier mit mindestens 5 % Gewichtsanteil an verholzten Fasern benutzt.
- Hydrografisches Papier ist ein Papier, auf dem man mit Wasser schreiben kann.
- Hygienepapiere (insbesondere Tissue-Papiere) sind besonders grob gemahlene Zellstoffpapiere mit hohem Volumen und hoher Saugkraft. Typische Verwendung erfolgen im Sanitär- oder Küchenbereich, sie sind oftmals nassfest ausgerüstet. Die Sonderform ist das Toilettenpapier.

### I
- Ingres-Papier ist ein handgeschöpftes oder Rundsieb-Büttenpapier (Rundsiebmaschinen), häufig farbig, mit charakteristisch rauer Oberfläche (gerippt) und Büttenrand. Für die Herstellung werden Baumwollzellulose und Zellstoff verwendet. Ingres-Papier ist säurefrei, alterungsbeständig sowie farb- und lichtecht. Benannt ist es nach dem französischen Maler Jean-Auguste-Dominique Ingres (1780–1867). Verwendet wird es für Einbände, Überzug, Druckgrafik, Aquarelle, Kohle-, Rötel-, Pastell- und Kreidezeichnungen sowie Holz-, Linolschnitttechnik.

### J
- Japanpapier ist der Sammelbegriff für meist aus Japan oder China importiertes Langfaserpapier. Bastpapiere sind meist handgeschöpfte Papiere aus Fasern wie Kozo, Mitsumata, Gampi. Es ist extrem langfasrig und dünn, besitzt gute Saugkraft und ist sehr tintenfest. Es besitzt eine hohe Berst- und Reißfestigkeit.

### K
- Kaliumiodidstärkepapier ist ein Filterpapier, welches mit Kaliumiodid und Stärke imprägniert wurde. Es dient zum Nachweis von Oxidationsmitteln.
- Kanzleipapier wird holzfreies, vollgeleimtes Schreibpapier zwischen 60 und 120 g/m² genannt, nach seiner vormaligen bevorzugten Verwendung in Kanzleien.
- Karbonpapier: andere Bezeichnung für Kohlepapier
- Khoi-Papier ist ein Papier aus Thailand (früher Siam), aus der Rinde des Khoi-Baums Streblus asper. Es ist ein sehr beständiges und haltbares Papier →Samut Khoi. Es wurde auch ähnlich dem Parabaik geschwärzt verwendet.
- Kohlepapier: siehe Durchschreibepapier
- Kopierpapier oder Xerografiepapier ist ein holzfreies, einseitig vorgespanntes Naturpapier für Fotokopierer und Laserdrucker. Es besitzt oft Schreibpapierqualität, ist leicht gefüllt und besteht zumeist aus Zellulose aus Fichtenholz und höherwertigen Zellstoffen aus Laubholz.
- Korrosionsschutzpapier oder VCI-Papier (Volatile Corrosion Inhibitor) ist ein imprägniertes oder beschichtetes Papier, das durch Abgabe von Stoffen vor Korrosion schützt.
- Kraftliner ist eine Papierart ähnlich dem Kraftpapier, es wird als Deckenpapier für Pappe verwendet.
- Kraftpapier (auch: Packpapier) ist ein hochreißfestes Papier für hohe Belastung aus Nadelholzzellstoff im Natronlaugeverfahren gewonnen und oft scharf satiniert. Verwendet wird es bevorzugt für Papiersäcke, zum Verpacken und Einwickeln. Früher wurde es geringwertig aus AP gefertigt, das qualifizierende Merkmal war seine erhöhte Reißfestigkeit. Heute wird es oft aus Kraftzellstoff gefertigt. Betrug die Grammatur früher um 130 g/m², so sind es heute auf Grund optimierter Produktion und Einsatzstoffe um 80 g/m². Gekreppt und verdrillt auch für Papierspagat-Schnur.
- Kreidepapier: gestrichenes Papier für die Herstellung von Briefmarken.
- Krepppapier ist ein stark gefälteltes Papier. Durch Stauchen der Papierbahn während der Herstellung in noch feuchtem Zustand oder durch erneutes Anfeuchten wird die zur Erhöhung der Dehnbarkeit nötige Papierstruktur erreicht.
- Küchenkrepp ist ein Hygienepapier für Haushaltsrollen. Es besitzt eine hohe Saugfähigkeit und ist dennoch sehr nassfest.
- Kunstdruckpapier ist eine sehr hochwertige Qualität gestrichenen Papiers. Eingesetzt wird holzfreies, seltener leicht holzhaltiges Papier mit einem sehr hochglatten Strichauftrag von mindestens 20 g/m² je Seite.
- Kunststofffaserpapiere oder Kunststoffpapiere sind zellstoffhaltige Papiere mit einem wesentlichen Anteil an Kunststofffasern oder die mit Kunststofffasern beschichtet oder imprägniert sind. Sie zählen zur Gruppe der synthetischen Papiere.
- Kupferdruckpapier ist Büttenpapier, meist aus weichen Baumwollfasern hergestellt, mit oft bis zu 10 % Kaolin gefüllt, ungeleimt oder harzgeleimt.

### L
- Landkartenpapier zur Herstellung von Landkarten. Es muss besonders maßhaltig und wasserfest sein sowie eine hohe Doppelfalzzahl besitzen.
- Lederpapier ist Papier, das sich entweder wie Leder anfühlt oder eine Narbenstruktur wie eine Lederhaut hat, auch Elefantenhaut-Papier zählt dazu. Früher wurden dazu Lederabfälle und Hadern mit Fasermaterial gemischt und zu Papier verarbeitet.
- Lichtpauspapier ist ein Spezialpapier, welches ein- oder beidseitig mit einer lichtempfindlichen Schicht versehen ist (Diazotypie). Früher Blaupausen (Cyanotypie), mit Ferrocyanpapier.
- Löschpapier, auch Vliespapier, ist ein sehr saugfähiges Papier mit hohem Volumen und lockerer Struktur. Es wird grob gemahlen aus Altpapier und Zellstoff und ist für die notwendige Saugfähigkeit ungeleimt.

### M
- Manilapapier, in stärkerer Qualität als Manilakarton, ist ein relativ preisgünstiges Produkt und besteht aus weniger gesäuberten Fasern als andere Papiere. Es wird aus halbgebleichten Holzfasern gefertigt und besitzt deshalb eine bräunliche Farbe (braungelb oder lederfarbig), zudem sind einzelne Fasern bereits mit dem Auge sichtbar. Das Papier ist zwar weniger reißfest als Kraftpapier aber dafür besser bedruckbar. Oft werden leichtere Sorten als Malpapier eingesetzt oder allgemein als „Packpapier“. Der Name entstammt dem ursprünglichen Produktionsverfahren aus Manilahanf (Abacá) auf den Philippinen. Genutzt wird es auch für Aktenordner oder Musterproben. Es kann in einem weiten Bereich der Papierdicke und auch gefärbt hergestellt sein. Genutzt wird es für Aktenordner oder Bekleidungs-Musterproben, dünnere Qualitäten sind wegen der charakteristischen Oberfläche, dann mit Mustern bedruckt für Geschenkpapiere im Einsatz.
- Medizinische Papiere: Sterilisationspapiere sind Spezialpapiere die spezielle Standards erfüllen müssen. ISO 11607, EN 868-6 (Paper for Ethylene Oxide / Irradiation Sterilization) und EN 868-3 (Paper for Steam Sterilization), und natürlich die ISO 10993-5 (Zytotoxizität-Standards).
- Metallisiertes Papier wird vorwiegend im Dekor- und Etikettenbereich eingesetzt. Meist wird es in Hochvakuum-Kammern mit einem hauchdünnen, aber dichten Metallüberzug bedampft.
- Metallkaschiertes Papier ist ein- oder beidseitig mit Metallfolien, vorwiegend Alufolie beschichtetes Papier. Es ist in matt oder glänzend erhältlich. Einsatzgebiete sind Dekor, Verpackung, Kälteschutz.
- Mittelfeine Papiere sind leicht holzhaltige Schreib- und Druckpapiere.
- Mumienpapier: Patent des Düsseldorfer Künstlers C. M. Seyppel vom 19. Dezember 1882 für ein „Verfahren, vermodertes Papier nachzuahmen“. In der Patentschrift steht, dass das Papier oder der Karton mit Anilinfarben behandelt wird, so dass es eine Struktur erhält, die Moderflecke vortäuscht. Danach wird es zusammengebunden, die Kanten mit Spiritus übergossen und angezündet. Dadurch erhält es seinen unregelmäßigen, zackigen Rand und „wird dadurch alten Papieren ganz ähnlich“.

### N
- Naturfaserpapiere: Als solche werden Papiere aus Baumwoll-, Bananen-, Sisal-, Maulbeerfasern, Reis-, Mais-, Weizenstrohpapier, Kudzu-Papier, Seidelbastpapier (Lokta, Nepal-, Himalayapapier) Daphne bholua und Daphne papyracea bezeichnet, obwohl Holzschliff gleichfalls einen Naturfasserrohstoff darstellt.
- Naturpapier ist ungestrichenes Papier, höchstens mit einer Oberflächenbehandlung oder Pigmentierung bis zu 5 g/m².[7] Durch die raue Oberfläche wirkt das Papier naturbelassen. Wegen des höheren Faseranteils ist Naturapier voluminöser und steifer als gestrichenes Papier.[8]
- Notendruckpapier ist ein Spezialpapier, das durch geeignete Füllstoffe völlig undurchscheinend ist, damit die Notenzeichen der anderen Papierseite sich nicht im falschen Druckbild abzeichnen. Besonderheiten gibt es zudem bei der Leimung des Papiermasse und der Glättung der Papieroberfläche.[9]

### O
- Offsetdruckpapier, auch kurz Offsetpapier, ist ein geleimtes, festes Papier mit guter Dimensionsstabilität, um bei der Offsetfeuchtung die Form zu behalten. Es kann maschinenglatt oder satiniert und es muss rupffest sein.
- Ölpapier oder Wachspapier ist nach DIN 6730 meistens holzfreies Papier, das mit weißem Wachs, Paraffin oder Ceresin getränkt worden ist. Wachspapier ist wasser- und aromadicht.

### P
- Parabaik ist ein historisches Papier aus Myanmar, es sind dicke Blätter, die geklebt und zusammengefaltet sind. Es gibt weißes und schwarzes (geschwärztes) Parabaik.
- Pergamentersatz: siehe Butterbrotpapier
- Pergamentpapier ist ein weitgehend fettdicht und nassfest gemachtes Zellstoffpapier.
- Pergamin ist das hochsatinierte, weitgehend fettdichte und – wenn es nicht gefärbt ist – hoch transparente Papier, es ist nicht nassfest, das als Pergamentersatz genutzt wird.
- Plakatpapier ist ein einfarbiges, auch einseitig gestrichenes Papier mit guter Lichtechtheit und sollte gegen das Durchschlagen der Klebstoffe ausgerüstet sein.
- Plotterpapier für Großformatdrucker
- Postpapier, auch als Briefpapier, ist satiniert, geleimt und meistens holzfrei. Diese Papiere müssen mit Tinte gut beschreibbar sein und haben ein Flächengewicht zwischen 70 und 120 g/m².
- Preprintpapier mit Vordruck versehen

### Q
- Quarzfaserpapier, Filterpapier das Quarzfasern enthält.
- Quellpapier ist ein Spezialpapier, welches einseitig oder beidseitig mit einer stark quellenden Faser beschichtet ist um seine Anwendungsgüte zu erreichen.

### R
- Recyclingpapier ist jedes Papier mit 100 % Altpapier vor der weiteren Veredelung, etwa das Papier das noch für Kunstdruckpapier mit einer hochwertigen Beschichtung versehen wird.
- Reispapier beschreibt eine Gruppe von verschiedenen Papierarten, die aus unterschiedlichen Pflanzenfasern gewonnen werden.
- Rohpapier: zum Streichen oder zur Verarbeitung zu Wellpappe vorgesehene Papiersorte.

### S
- Saa-Papier, auch Siampapier, ist ein Papier aus Thailand (früher Siam), welches wie auch viele japanische Papiere aus der Rinde des Papiermaulbeerbaums hergestellt wird.
- Saugpost ist ein sehr voluminöses, saugfähiges Papier für das (früher verbreitete) Abzugsverfahren mit Schablonenvervielfältigern und Schablonendruckern.
- SC-Papier ist eine Spezialbezeichnung für stark kalandrierte, also in der Oberfläche geglättete und damit in der Dicke reduzierte Papiere.
- Scherenschnittpapier oder Tonpapier ist ein dünnes, tiefschwarzes und reflexionsfreies Papier mit einem Flächengewicht von 80–90 g/m². Es ist entweder einseitig schwarz gestrichen oder durchgefärbt. Die Rückseite kann gummiert, d. h. mit einer trockenen Klebstoffschicht versehen sein, die durch Anfeuchten wieder klebrig wird.
- Schleifpapier auf dem Trägermaterial wird das Schleifmittel aufgebracht und mit einem Bindemittel darauf fixiert.
- Schreibpapier ist jegliches Papier, das sich zum beidseitigen Beschreiben eignet. Dies wird durch besondere Oberflächenleimung und Satinage erreicht, insbesondere soll es tintenfest sein und die Schrift darf nicht auslaufen.
- Schreibmaschinenpapier (auch SM-Papier) ist farbiges oder weißes Naturpapier für die Verwendung in Schreibmaschinen. In DIN 6730 sind die Anforderungen definiert. Es muss radierfest und geleimt sein, die Oberfläche muss matt sein und das Papier muss dem Anschlag von Schreibtypen standhalten.
- Schrenzpapier ist vollständig aus unsortiertem Altpapier hergestellt. Meist ist es durch den Altpapieranteil grau, manchmal bräunlich und dient vorwiegend als Ausgangsstoff für verschiedene Wellpappen.
- Schwellpapier ist ein Spezialpapier, auf dem dunkel bedruckte Stellen bei Wärmezufuhr aufquellen und sich danach von Blinden ertasten lassen (taktile Grafiken). Auf einem Trägerpapier befindet sich eine thermoplastische PVC-Schicht.
- Seidenpapier ist ein sehr dünnes, holzfreies oder holzhaltiges Papier mit weniger als 25 g/m² Flächengewicht. Es wird als Verpackungs- und Dekorationsmaterial benutzt, eine spezielle Variante ist das Silberseidenpapier, welches frei von Silber angreifenden Substanzen ist.
- Selbstdurchschreibendes Papier oder SD-Papier (carbonless copy paper), auch NCR-Papier (no carbon required), ist kohleschichtfrei, enthält Zusatzstoffe, meist Vorform von Farbstoffen, die beim Drücken auf dem Unterpapier eine Kopie erzeugen. Man unterscheidet nach dem genutzten Durchschreibsystem Ein- und Mehrblattsysteme.
- Sicherheitspapier sind alle Papiere, die durch Qualität oder Zusatzstoffe für Sicherheitsmerkmale geeignet sind. Ihr Einsatzgebiet sind Banknoten, Aktien, Reisepässe.
- Silikonpapier verwendet man, um das Ankleben von Leim, Kleister oder anderen klebrigen Stoffen zu verhindern. Es besteht aus einem Polymer mit klebstoffabweisenden Eigenschaften. Durch das Beschichten mit Silikon erhält man „abhäsive“ Papiere, deren Oberfläche sich abweisend gegen die meisten Stoffe verhält. Einsatzgebiete: Abdeckmaterial für selbstklebende Papiere und Folien, z. B. bei der Etikettenherstellung.
- Spannpapier ist ein papierähnliches Material, das zum Bespannen von Flugmodellen benutzt wird. Früher wurde es auch für manntragende Flugzeuge verwendet. Es wird mit Spannlack auf die Tragflächen und Leitwerke, teilweise auch auf den Rumpf aufgebracht und mehrere Male mit Spannlack bestrichen.
- Spinnenpapier ist ein Transparentpapier aus Pergamin mit einem geprägten Spinnennetzmuster. Es wird als Zwischenlage in Fotoalben verwendet.
- Spinnpapier hat eine besonders hohe Zugfestigkeit, es dient zur Herstellung von Papiergarnen.
- Steinpapier wird aus gemahlenem Kalkstein mit Polyethylen-Harz als Bindemittel hergestellt. Steinpapier ist wasser- und ölresistent, antistatisch und säurefrei.
- Strohpapier wird aus zerfaserten Strohhalmen hergestellt. Laut Pierer’s Universal-Lexikon wurde Strohpapier schon um 1800 in Regensburg produziert, teils mit Zusatz von Hadern. Pierer beschrieb Strohpapier als hart, steif und brüchig, aber dennoch als brauchbares Schreibpapier. Außerdem sei Packpapier aus Stroh hergestellt worden.[10]
- Synthetisches Papier ist ein nassfestes Papier, das ausschließlich aus Kunststofffasern besteht. Es besitzt auf Grund dessen eine hohe Reißfestigkeit und wird meist mit einer Oberflächenbehandlung versehen, um die Beschreib- und Bedruckbarkeit mit dem Strich zu erreichen.

### T
- Tauen oder Pack-, Aufzugstauen sind hoch verdichtete, kalandrierte Papiere mit hoher Zugfestigkeit.
- Teebeutelpapier ist heißsiegelfähiges Papier oder andere, als Material dienen vor allem Abacáfasern.
- Telefonbuchpapier (directory paper): dünnes, holzhaltiges Rollenoffset-Naturpapier (ca. 35 g/m²) für Telefon- und Adressbücher.
- Thermopapier ist ein Papier, das auf der zu bedruckenden Seite mit einer hitzeempfindlichen (thermosensitiven) Schicht beschichtet ist. Diese Schicht enthält die reaktiven Farbbildner und Entwickler sowie Pigmente, Binder und Hilfsstoffe. Unter Einwirkung von Wärme bilden sich dann blaue, meist schwarze Farbstoffe.
- Tiefdruckpapier ist ein sehr saugfähiges, wenig geleimtes Papier mit weicher Oberfläche. Gute Stoffqualitäten ergeben eine hohe Festigkeit. Sein Einsatzgebiet ist das Tiefdruckverfahren, bei dem die Druckfarbe aus den Näpfchen gesaugt werden muss.
- Transparentpapier ist ein Papier mit hoher Lichtdurchlässigkeit. Besonders ausgesuchte Zellstoffe werden in einem Refiner gemahlen, hier gequetscht. Die vergrößerte Faseroberfläche schließt die normalen Poren und Zwischenräume des Papiers und die Lichtdurchlässigkeit (Transparenz) nimmt zu. Die Saugfähigkeit des Papiers nimmt dabei ab und ist beim Bedrucken zu beachten. Es wird gefärbt und ungefärbt für Technische Zeichnungen (Vorlage für Lichtpausverfahren) und Verpackungen benutzt. Zu den Transparentpapieren zählen Seidenpapiere, Pergamin, Spinnenpapier, Glassin, Backpapier und andere.
- Trennpapier: zum Trennen von Lagen und ist in seinen Eigenschaften auf den Einsatzzweck ausgerichtet, dazu gehört Glassin. Es kann als Trennlage zwischen Wurst, Käse und sonstigen Materialien dienen. Eine Spezialanwendung ist geseiftes Papier, um durch Schlagen Blattgold herzustellen.

### V
- Velinpapier (Velin) ist ein hartes und glattes pergamentartiges Papier. Die Glätte wurde durch Verwendung besonders feinmaschiger Kupferdraht-Siebeinsätze beim Schöpfen erzielt.
- Velourspapier, auch Flockpapier, Florpapier: ein Buntpapier mit rauer, samtartiger Oberfläche. Die Herstellungsweise ist dieselbe wie bei gestäubten Tapeten – die vorbehandelte Oberfläche wird mit feinen Faserteilchen bestäubt.[11]

### W
- Wasli-Papier ist ein im 10. Jahrhundert in Indien entwickeltes, handgefertigtes Papier für die Malerei von Miniaturen.
- Wasserfestes Papier: Basis sind ausgesuchte Zellstoffe und Synthesefasern (z. B. Polyamid und Polyester), die in Kombination mit einer Spezialimprägnierung besonders widerstandsfähig gemacht werden. Eine spezielle Oberflächenbehandlung macht dieses Papier noch robuster.
- Wasserlösliches Papier: Für im Nachhinein leicht zerstörbare vertrauliche Dokumente, außerdem Handarbeiten.
- Wasserzeichenpapier ist ein meist holzfreies Naturpapier, welches in der Durchsicht helle oder dunkle Bilder oder Zeichen zeigt.
- Werkdruckpapier ist ein holzhaltiges oder holzfreies Papier mit hohem Füllstoffanteil zur Herstellung von Büchern.

### X
- Xuan-Papier ist ein sehr feines Papier aus China, welches hauptsächlich für die Kalligrafie und Tuschmalerei verwendet wird.

### Z
- Zeichenpapier ist die Bezeichnung für alle Papiere, die zum Zeichnen oder Skizzieren vorgesehen sind. Es ist hadernhaltig oder holzfrei mit einer guten Oberflächenleimung, gefordert sind hohe Radier- und Abwaschfestigkeit. Je nach Anwendung wird es in unterschiedlicher Grammatur ab 60 g/m² angeboten.
- Zeitungsdruckpapier ist ein Ligninhaltiges Papier aus Holzschliff zur Herstellung von Zeitungen und Kurzzeitpublikationen.
- Zigarettenpapier ist feinstes Papier. Durch eine spezielle Füllung mit Magnesiumkarbonat und Imprägnierung ist es glimmfähig gemacht. Eine möglichst rückstandslose, geruch- und geschmacksneutrale Verbrennung ist Qualitätsanforderung. Der Hauptbestandteil sind harte Langfaserzellstoffe. Portioniert, zu Blättchen vorgeschnitten und mit Randgummierung ist es für „Selbstdreher“ im Handel.

## Englische Bezeichnungen
Viele Papiere werden auch mit englischen Bezeichnungen und den zugehörigen Abkürzungen benannt, zum Beispiel bei gestrichenen Papieren:
- HWC (heavy weight coated): schwerer als 72 g/m², mit einem Strich von mindestens 5 g/m² pro Seite
- CP und LWC (light weight coated): bis zu 72 g/m² schwer, mit einem Strich von 5 bis 10 g/m² pro Seite
- MWC (medium-weight coated): mittelgewichtiges gestrichenes Druckpapier
- LLWC (light light weight coated): bis zu 51 g/m² schwer, mit einem Strich von 5 bis 9 g/m² je Seite
- ULWC/SLWC (ultra/super light weight coated): 28 bis 45 g/m² schwer, der Strich wiegt zwischen 4 und 8 g/m² je Seite
- C1S (coated one side): einseitig gestrichenes Papier
- MFC (machine finished coated): maschinenglattes gestrichenes holzhaltiges Papier

Weitere englische Abkürzungen und Bezeichnungen:
- ECF (elemental chlorine free): elementarchlorfrei gebleicht, d. h. nicht mit Cl2 gebleicht
- FC (film coated): beschichtet
- Gloss: superkalandriert, hochglänzend
- HD (high density): fettdichtes Papier
- MC (matt calendered): softkalandriert
- MF (machine finished): maschinenglatt
- MFS (machine finished specialities): maschinenglattes Spezialpapier
- MG (machine glazed): einseitig glattes Papier
- NP (newsprint): Zeitungsdruckpapier
- RCF (recycled fibre content): Recyclingfasergehalt
- Satin: softkalandriertes seidenmattes Papier, glatt
- SC: superkalandriertes, hochglänzendes Papier
- SC-B: SC-Papier der schlechteren Sorte B für Rollenoffsetdruck, „B-Stoff-Papier“
- SCK (supercalendered kraft): superkalandriertes Kraftpapier
- Silk: softkalandriertes seidenmattes Papier, extra glatt
- TCF (totally chlorine free): total chlorfrei gebleicht, d. h. nicht mit Cl2 und nicht mit einer Chlorverbindung gebleicht
- TD (telephone directory): Telefonbuchpapier
- UG (unglazed): ungeglättet
- WFC (woodfree coated): gestrichenes holzfreies Papier
- WFU (woodfree uncoated): ungestrichenes holzfreies Papier

## Flächengewicht von Papiersorten
Beispiele für Flächengewichte (ungefähre flächenbezogene Masse, Durchschnittswerte):
| Papierart                       | Flächengewicht |
| ------------------------------- | -------------- |
| Josephspapier (Seidenpapier)    | 8 g/m²         |
| Linsenpapier                    | 10 g/m²        |
| Teebeutelpapier                 | 15 g/m²        |
| Packseidenpapier                | 25 g/m²        |
| Luftpostpapier                  | 30 g/m²        |
| Durchschlagpapier               | 35 g/m²        |
| Dünndruckpapier                 | 40 g/m²        |
| Zeitungspapier, LWC-Papier      | 50 g/m²        |
| Briefpapier, Tabellierpapier    | 60 g/m²        |
| Schreibmaschinenpapier          | 70 g/m²        |
| Kopierpapier                    | 80 g/m²        |
| Elefantenhautpapier             | 110 g/m²       |
| Zeichenpapier, Tonzeichenpapier | 130 g/m²       |
| Packpapier, Schutzpapier        | 150 g/m²       |
| Postkartenkarton                | 170 g/m²       |
| Karteikartenkarton              | 190 g/m²       |
| Glückwunschkartenkarton         | 220 g/m²       |
| Aktendeckelkarton               | 250 g/m²       |

Zum Vergleich: Ein Ordnerdeckel aus Vollpappe hat ein Flächengewicht von etwa 600 g/m².
Die Dichte von Papier wird oft durch den Kehrwert, also als spezifisches Volumen in cm³/g, angegeben. Aus ihm folgt die Papierdicke:
- Papierdicke (µm) = spezifisches Volumen (cm³/g) × Flächengewicht (g/m²)

Beispiel: Die Dichte von Papier liegt zwischen 700 und 1200 kg/m³. Bei einem Wert von 830 kg/m³, entsprechend einem spezifischen Volumen von 1,2 cm³/g, ist Papier mit einem Flächengewicht von 80 g/m² ca. 100 µm dick.

## Stoffklassen
Papiere und Kartons mit gebleichten Halbstoffen:
| Stoff                                                                       | Bezeichnung/Verwendung                       | frühere Bezeichnung |
| --------------------------------------------------------------------------- | -------------------------------------------- | ------------------- |
| ausschließlich mit Hadern hergestellt                                       | rein Hadern, superfein, Banknoten            | SK 1                |
| mit mindestens 10 % Hadern                                                  | hadernhaltig, fein, Landkarten               | SK 2                |
| mit höchstens 5 % verholzten Fasern, jedoch ohne Verwendung von Holzschliff | holzfrei, mittelfein, Offsetpapier           | SK 3                |
| mit mindestens 25 % Holzschliff                                             | leicht holzhaltig, belordinär, Zeitschriften | SK 4                |
| mit mindestens 40 % Holzschliff                                             | konzept, Schreibmaschinenpapier              | SK 5                |
| mit mindestens 55 % Holzschliff                                             | holzhaltig, ordinär, Rollenoffset            | SK 6                |
| mit mindestens 70 % gebleichter Holzschliff                                 | Zeitungsdruck                                | SK 7                |
| bis 5 % verholzte Fasern, ohne Holzschliff                                  | holzfrei, Papiertaschen                      | SK 8                |
| mit 20 % Holzschliff                                                        | schwach holzhaltig, Einwickelpapier          | SK 9                |
| mit 40 % Holzschliff                                                        | holzhaltig, Naturpackpapier                  | SK 10               |
| mit 55 % Holzschliff                                                        | stark holzhaltig, Heftumschläge              | SK 11               |
| aus 60 % Altpapier                                                          | ordinär, Graupack, Wellpappe                 | SK 12               |
| aus 100 % Altpapier                                                         | Recyclingpapier                              | SK 15               |

Für alle Stoffklassen (SK) ist die im Endprodukt feststellbare Stoffzusammensetzung maßgebend.
Nach DIN 6730 werden holzhaltige Papiere in 6 Klassen eingeteilt:
| Stoffklasse I:   | 75 % Holzschliff ungebleicht, 25 % Zellstoff ungebleicht              |
| Stoffklasse Ia:  | 75 % Holzschliff gebleicht, 25 % Zellstoff ungebleicht                |
| Stoffklasse II:  | 70 % Holzschliff gebleicht, 30 % Zellstoff bis zur Hälfte ungebleicht |
| Stoffklasse III: | 70 % Holzschliff, 30 % Zellstoff gebleicht                            |
| Stoffklasse IV:  | 60 % Holzschliff, 40 % Zellstoff gebleicht                            |
| Stoffklasse V:   | 40 % Holzschliff, 60 % Zellstoff ungebleicht                          |
| Stoffklasse VI:  | 20 % Holzschliff, 80 % Zellstoff gebleicht                            |